# Hiëronymusbrieven
Voor de christenen in de late middeleeuwen was Hiëronymus veel meer dan een geleerde uit de oudheid: hij was een van de belangrijkste heiligen. De verering voor de heilige nam een hoge vlucht in de veertiende eeuw. In de ontwikkeling van zijn cultus hebben de zogenoemde Hiëronymusbrieven een niet geringe rol gespeeld.  De brieven kwamen tegemoet aan de behoefte van de gelovigen aan meer en wonderlijkere details over de heilige. Ze gaven informatie over Hiëronymus’ dood en mirakelen en vulden zo de hiaten in de vroegere biografieën op. Hun gemeenschappelijk doel was het bevorderen van de cultus van de heilige. Dat deden ze door te benadrukken hoe effectief de bescherming was waarmee de heilige over zijn vereerders waakte, welke wonderlijke krachten zijn relieken, naam en beeltenis bezaten en door hem te verheffen tot de belangrijkste christelijke heilige. Om meer geloofwaardigheid te verlenen aan de inhoud, werden de brieven toegeschreven aan drie tijdgenoten van Hiëronymus: Eusebius van Cremona († ca. 423), Augustinus van Hippo (354-430) en Cyrillus van Jerusalem (ca. 315-386).  Tot het beoogde publiek van de tekst behoorden dus zowel mannen als vrouwen en de auteur voorzag dat zijn woorden zowel gelezen als voorgelezen zouden worden. De lezers of toehoorders worden nogmaals aangespoord een keer per dag een gebed tot Hiëronymus te richten, wat hun lichaam en ziel gedurende een etmaal tegen alle kwaad zal beschermen.

## Overlevering: Gentse handschrift

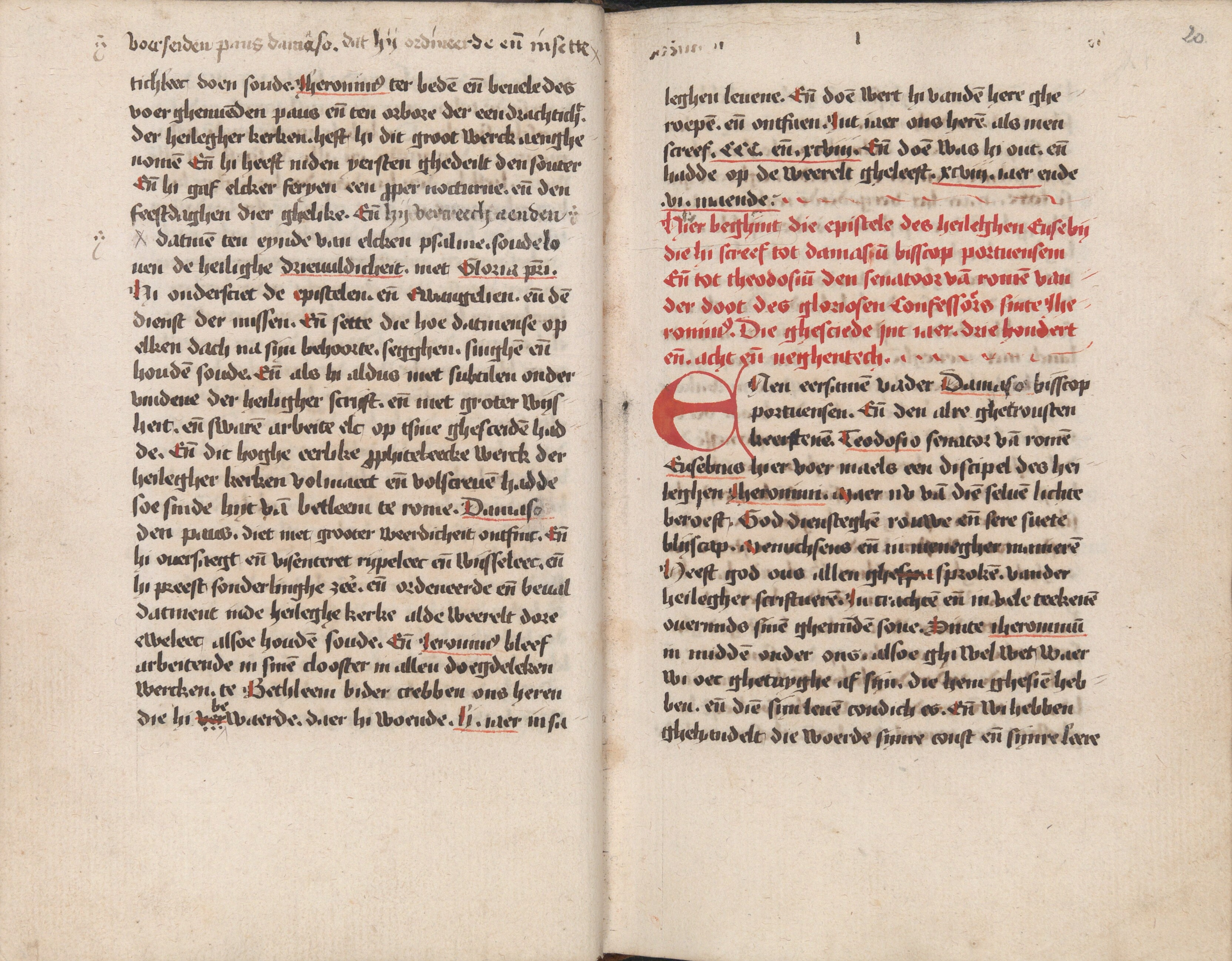
Fragment uit het Gentse handschrift met Middelnederlandse Hiëronymusbrieven. Vervaardigd in Brussel, 1460.

De Hiëronymusbrieven werden ontelbaar keren gekopieerd. Ook in Gent werd er een handschrift gevonden dat verschillende teksten over de heilige Hiëronymus bevat. De eerste tekst is een lofrede op Hiëronymus. Daarna volgt een inhoudsopgave en een levensbeschrijving van de heilige. Het grootste deel van het handschrift wordt ingenomen door de Middelnederlandse vertaling van de Epistola de morte Hieronymi, Epistola de magnificentiis beati Hieronymi en Epistola de miraculis Hieronymi. Na de brieven volgt nog een korte tekst, Een gheestelijc casteel, voorafgegaan door een berijmde proloog. Het Gheestelijc casteel staat inhoudelijk los van de andere teksten en wordt ook niet vermeld in de inhoudsopgave. Het manuscript werd vervaardigd in Brussel, ca. 1460. Het werd lang bewaard in het klooster Jericho van reguliere kanunnikessen in Brussel, maar werd uiteindelijk overgebracht naar de Universiteitsbibliotheek Gent.
De eerste tekst in het Gentse handschrift is een lofrede waarin de heilige Hiëronymus wordt geprezen. De tekst is voorlopig in nog geen enkel ander handschrift geattesteerd en werd nooit eerder bestudeerd. Waar en wanneer de tekst ontstaan is en of deze tekst net als de Hiëronymus-brieven uit het Latijn werd vertaald, is niet bekend.  De lofrede functioneert in het handschrift dus als een proloog op de Hiëronymus-brieven. De brieven vormen het bewijs dat Hiëronymus werkelijk over alle kwaliteiten beschikte die hem in de lofrede worden toegedicht. Of de lofrede ook door de oorspronkelijke auteur als een proloog werd opgevat, kan door het gebrek aan informatie over de ontstaanscontext van de tekst niet met zekerheid worden vastgesteld. Het lijkt ook mogelijk dat het einde van de tekst van de bestaande lofrede werd aangepast om samen met de Hiëronymus-brieven in een handschrift gevoegd te worden.
De opbouw van het manuscript ziet er dus als volgt uit: 
- Lofrede
- Inhoudstafel
- Middelnederlandse vertaling van de Hiëronymusbrieven (van Pseudo-Eusebius, Pseudo-Augustinus en Pseudo-Cyrillus)
- Verhaal van een gheestelijc casteel